# Wątpienie
Wątpienie (łac. dubitatio) – przeciwieństwo pewności, pojęcie oznaczające: (1) brak asercji u kogoś co do tego, czy jakiś fakt rzeczywiście zachodzi; (2) brak asercji u kogoś co do tego, czy jakieś zdanie jest prawdziwe, czy fałszywe.
Niekiedy wyróżnia się wątpienie refleksyjne i wątpienie spontaniczne. Wątpienie refleksyjne stanowi skutek metodycznego zbadania jakiegoś stanowiska, podczas gdy wątpienie spontaniczne pojawia się, gdy jakieś stanowisko intuicyjnie wydaje się komuś nieprawdziwe/niesłuszne.
Szczególnego znaczenia nabrało pojęcie wątpienia w filozofii Kartezjusza, gdzie przybrało postać wątpienia metodycznego. Wątpienie metodyczne występuje w kartezjańskiej metodzie filozoficznej, jako zasadniczy element sceptycyzmu metodycznego, w której w celu znalezienia niepodważalnych podstaw wiedzy (czasowo) odrzuca się lub zawiesza wszelkie tezy, które budzić mogą jakiekolwiek wątpliwości.
Ponadto wyróżnić można pojęcie wątpienia w sensie psychologicznym. Wątpienie w tym sensie stanowić może: (1) wewnętrzny konflikt między akceptowaniem lub nie rzeczywistego istnienia czegoś; (2) wewnętrzny konflikt między akceptowaniem lub nie jakichś twierdzeń.